# St. Martin (Oberwesel)

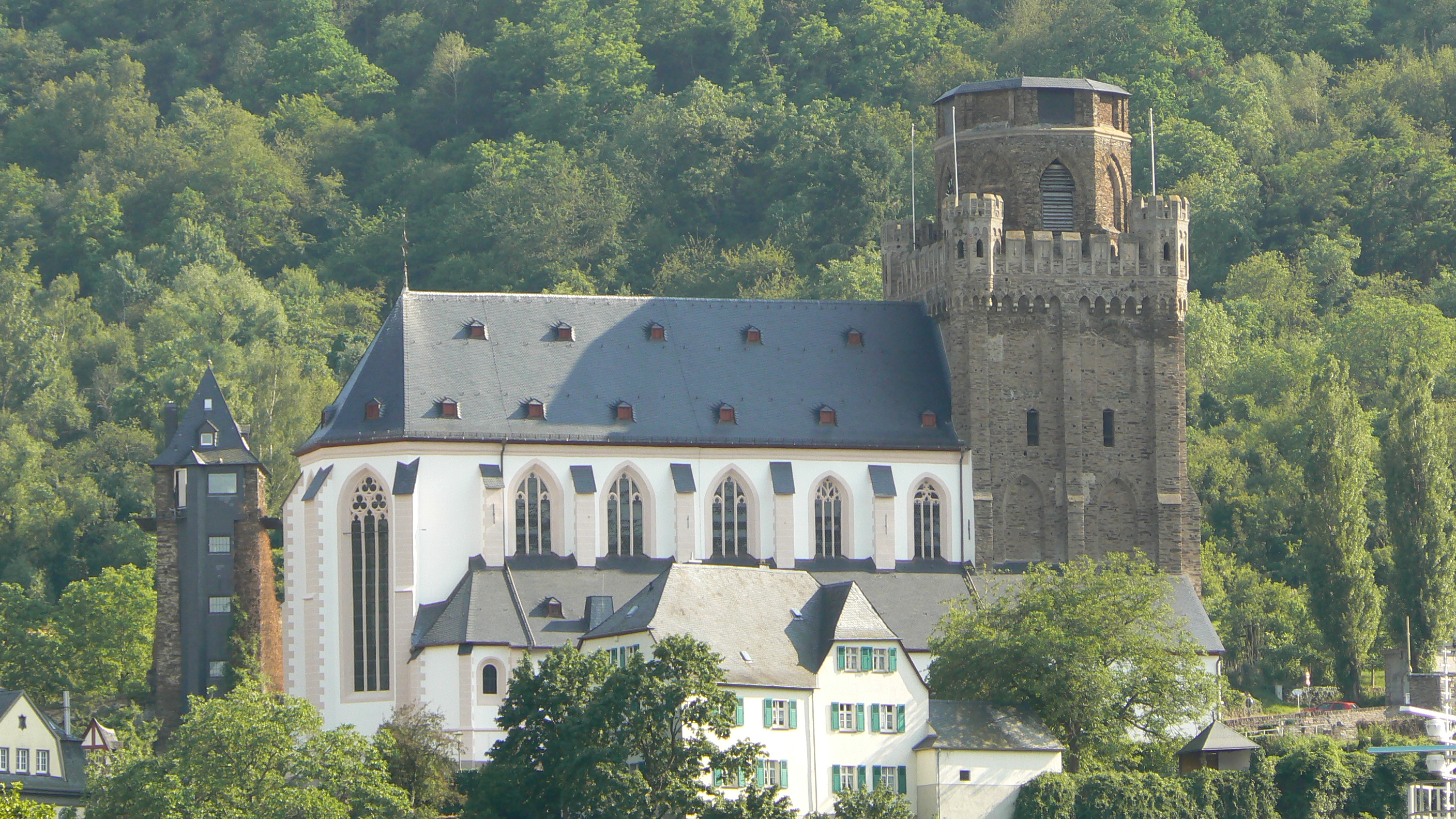
Martinskirche

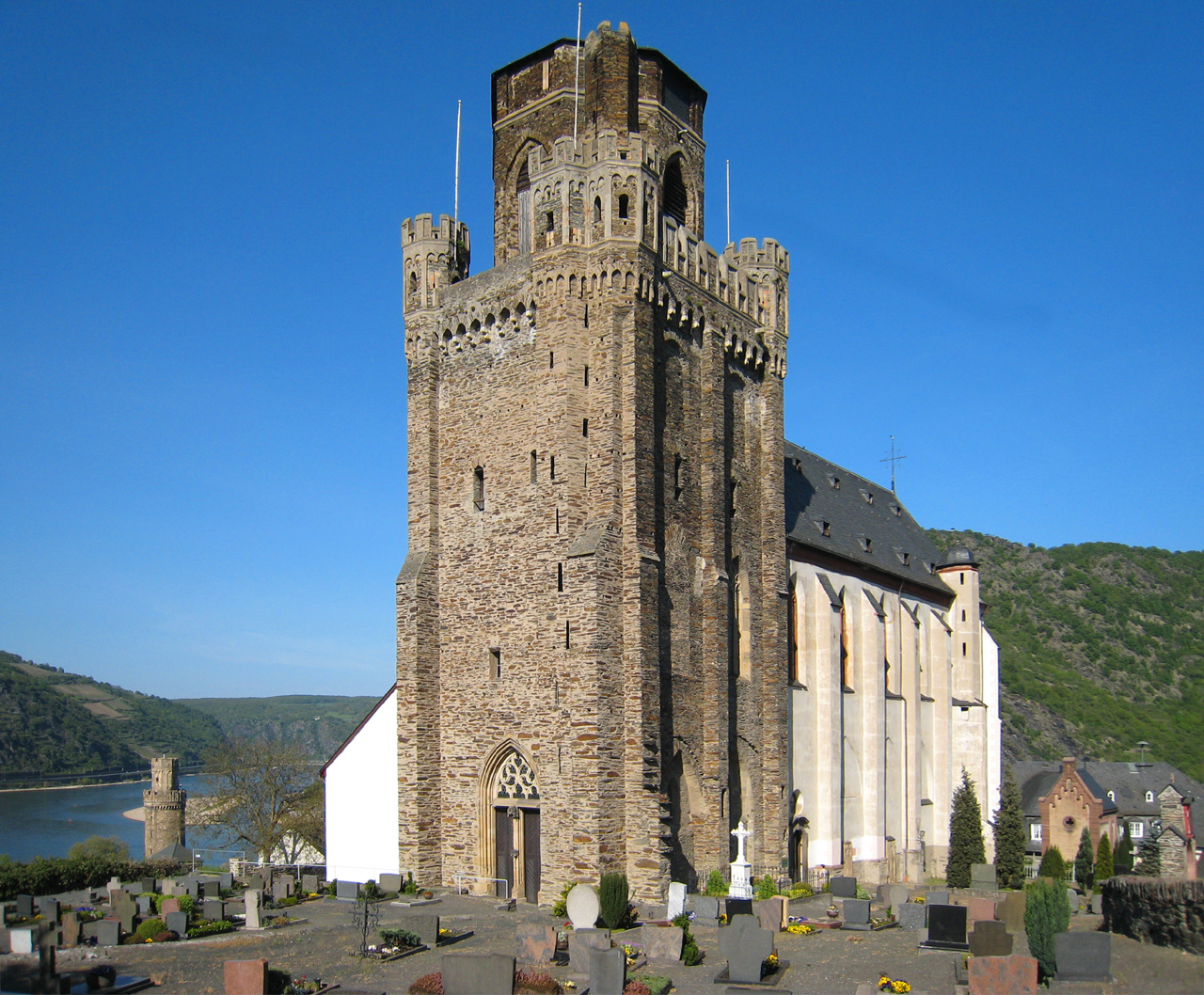
Turmansicht mit Friedhof

Die römisch-katholische Kirche St. Martin ist ein denkmalgeschütztes Kirchengebäude in Oberwesel.
Die Kirche erhebt sich im Norden auf dem höchsten Punkt der Stadt und wird wegen der hell schimmernden Farbe des Langhauses im Volksmund auch als Weiße Kirche bezeichnet. Der mächtige Turm, einst Teil der Stadtbefestigung, bestimmt eindrucksvoll das Stadtbild.
Seit 2002 ist die Kirche St. Martin Teil des UNESCO-Welterbes Oberes Mittelrheintal. Sie gehört zur Pfarrei Oberwesel Liebfrauen und Sankt Martin in der Katholischen Pfarreiengemeinschaft Oberwesel (Dekanat St. Goar im Bistum Trier).

## Geschichte
Bauherr war ein 1303 gegründetes Stift, das im Dreißigjährigen Krieg unterging. Die heutige Kirche wurde im Wesentlichen in der ersten Hälfte des 14. Jahrhunderts erbaut, Vorbild war die Liebfrauenkirche, auch Rote Kirche genannt.
Nach dem Weseler Krieg 1390/1391 wurde der Turm zum Wehrturm ausgebaut. Ein Zuganker des quadratischen oberen Turmgeschosses wurde mittels eines dendrochronologischen Verfahrens auf 1435 datiert.
Das Langhaus war ursprünglich einschiffig mit drei Jochen. Daran schließt sich ein Chor mit zwei Jochen und fünfseitigem Abschluss an. Das spätgotische nördliche Seitenschiff wurde im 16. Jahrhundert angebaut. Das ebenfalls geplante südliche Seitenschiff wurde nicht ausgeführt.
Der Turm wird von einem Zinnenkranz und vier Ecktürmchen bekrönt. Darauf folgt der achteckige Aufbau der Glockenstube. Er ist auf die Streben zweier Gewölbejoche gestützt. Die gewölbte Turmempore öffnet sich zum Langhaus.
Die drei Fenster des Chores sind tief heruntergezogen. Anfang des 15. Jahrhunderts wurden die Gewölbefelder des Langhauses farbig bemalt. Es sind Halbfiguren der Apostel und von Propheten dargestellt. Anfang des 16. Jahrhunderts wurden die Nischen und Pfeiler mit figürlichen Bildern bemalt.

## Ausstattung

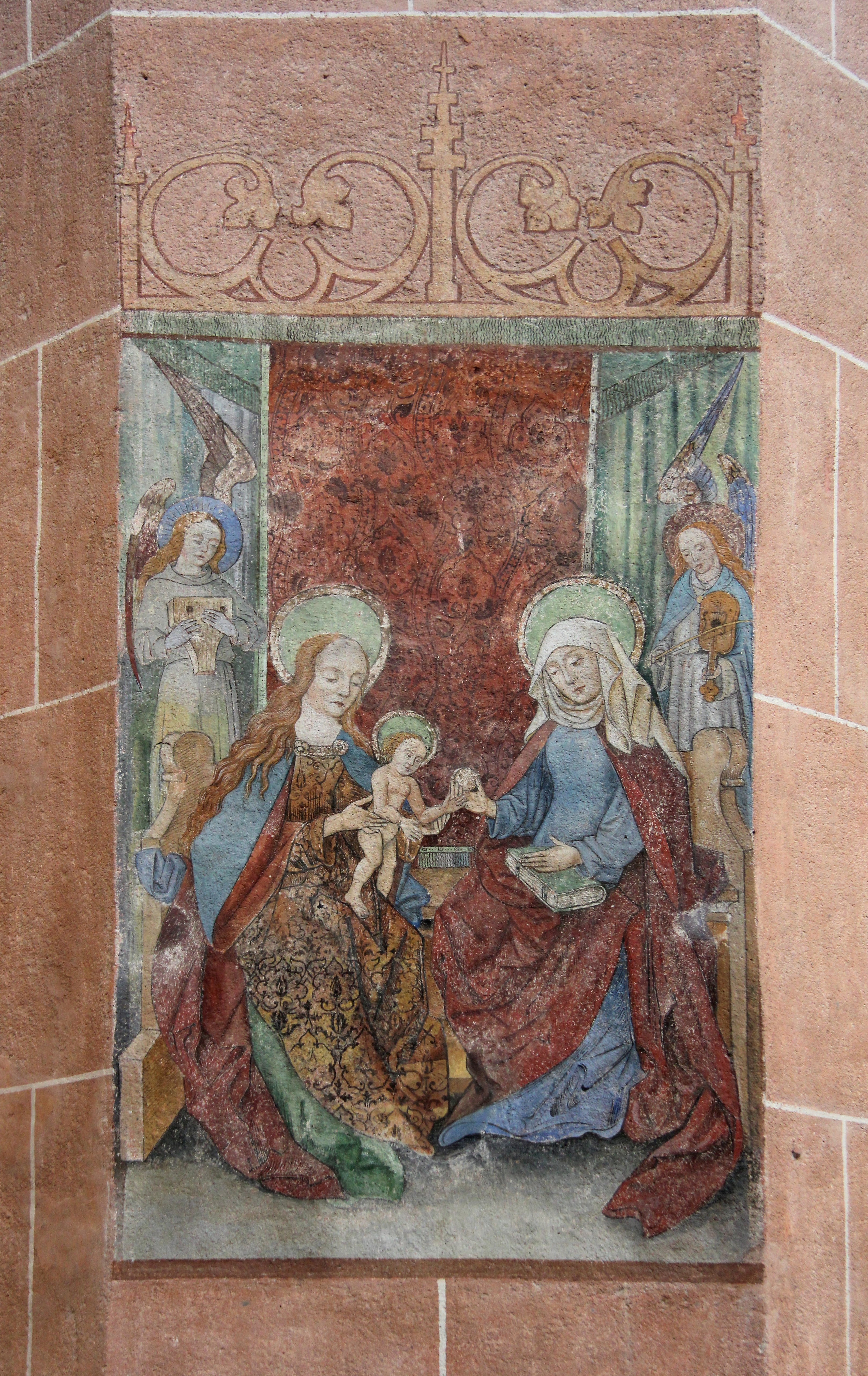
Fresko Hl. Anna selbdritt

- Vierstöckiger Hochaltaraufsatz über gotischer Mensa von 1682. Mit Gemälden der Kreuzabnahme, der Vera icon, der Marienkrönung und der Apostel Petrus und Paulus.
- Aus dem zweiten Viertel des 18. Jahrhunderts die Aufsätze der Seitenaltäre mit den Darstellungen hl. Sebastian und der Muttergottes.
- Reste eines um 1400 entstandenen Retabels mit der Kreuzigung Christi und den Aposteln.
- Ein Reliquienretabel aus dem 14. Jahrhundert zeigt das Leben Jesu, angefangen mit der Kindheit, endend mit der Deësis.
- Im Seitenschiff sind zwei weibliche Heilige auf Tafeln dargestellt. Die Arbeit stammt aus dem 16. Jahrhundert.
- Aus der zweiten Hälfte des 17. Jahrhunderts stammen die bemalten Triptychen an den Chorwänden, mit dem Pfingstwunder und der Passion Christi.
- Anfang des 14. Jahrhunderts entstand das sechsseitige Sakramentshaus mit einer Kreuzigungsdarstellung.
- Taufstein von 1713
- Aus dem 18. Jahrhundert eine Kommunionbank aus Marmor
- Bei dem einreihigen Chorgestühl aus der ersten Hälfte des 14. Jahrhunderts wurden die vorderen Wangen entfernt
- Eine mit Intarsien geschmückte Kanzel von 1617 ist mit einem reich verzierten Schalldeckel versehen, darauf der auferstandene Jesus.
- Beichtstuhl von 1631
- Um 1700 entstand der Reliquienschrank mit durchbrochenen, geschnitzten Türen
- Hochgotische Madonna aus der Mitte des 15. Jahrhunderts
- Kruzifix aus dem zweiten Drittel des 15. Jahrhunderts
- Figur des hl. Sebastian aus dem 18. Jahrhundert
- Im Seitenschiff befindet sich ein Grabstein mit figürlicher Darstellung der 1522 gestorbenen Katharina Feist.
- Vom Anfang des 17. Jahrhunderts ist das Epitaph für Reichmann Reichardt und Dorothea Schragen mit großen Putten und einer Kreuzigungsdarstellung.
- Kerzenständer aus dem 17. Jahrhundert.

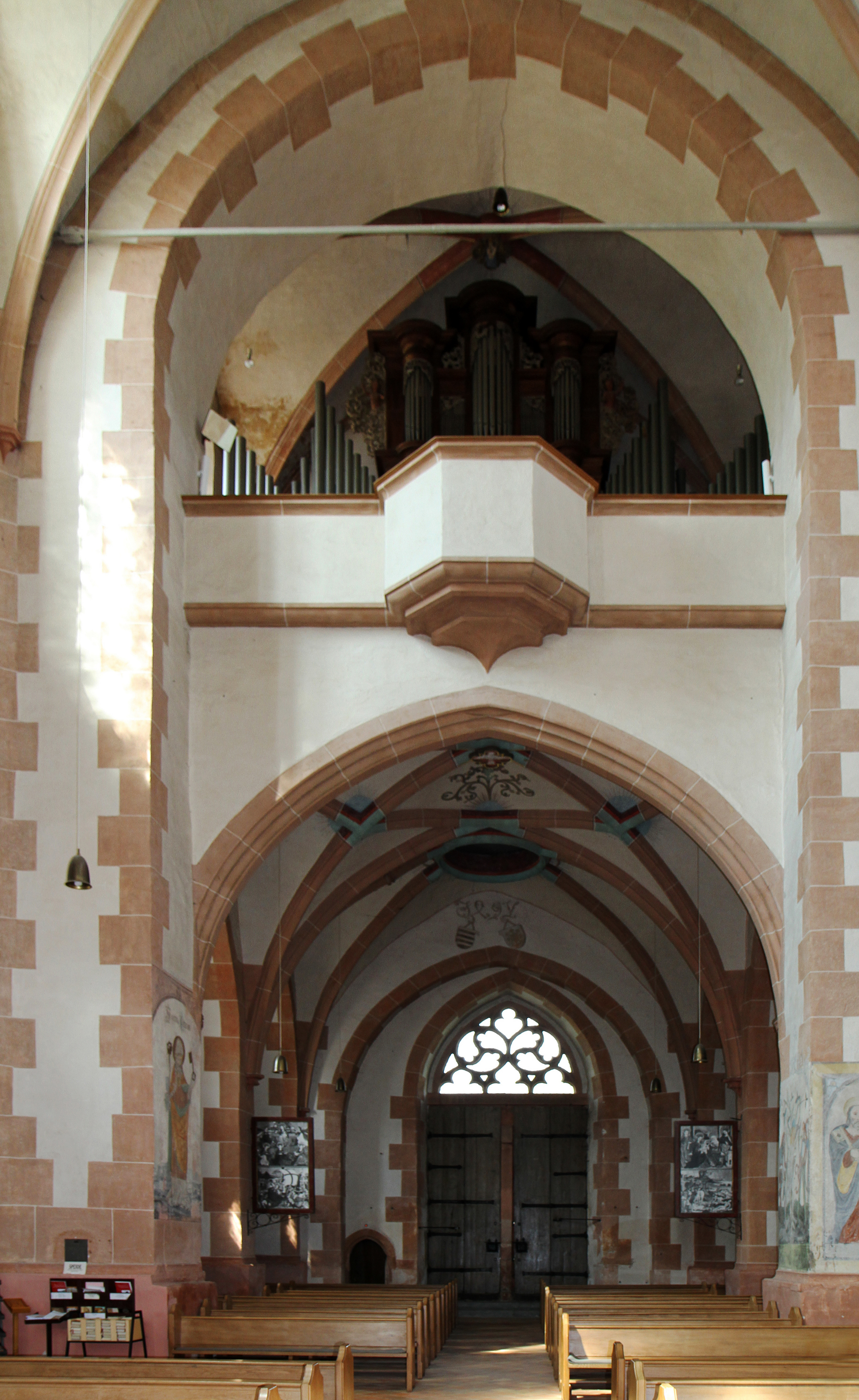
Blick auf die Orgel

- Fresken an den Pfeilern.

### Orgel
Die Orgel wurde 1955 von dem Orgelbauer Johannes Klais (Bonn) erbaut. Sie ersetzte ein Instrument, das 1729 durch den Orgelbauer Jacob Reiffert (Bad Breisig) erbaut und 1743 durch den Orgelbauer Franz Joseph Eberhardt umgesetzt und erweitert worden war. Von diesem Instrument ist lediglich der Prospekt erhalten, der das Oberwerk umfasst. Das Instrument hat 27 Register und drei Transmissionen auf drei Manualen und Pedal.
| I Hauptwerk C–g3 |                 |        |
| 1.               | Gedacktpommer 0 | 16′    |
| 2.               | Principal       | 08′    |
| 3.               | Rohrflöte       | 08′    |
| 4.               | Spitzflöte      | 04′    |
| 5.               | Nasard          | 02 ⁄3′ |
| 6.               | Octav           | 02′    |
| 7.               | Mixtur IV-V     |        |
| 8.               | Trompete        | 08′    |

| II Oberwerk C–g3 |                   |        |
| 9.               | Gedackt           | 8′     |
| 10.              | Venezianerflöte 0 | 4′     |
| 11.              | Principal         | 2′     |
| 12.              | Tertian II        | 1 3⁄5′ |
| 13.              | Cymbel III-IV     |        |
| 14.              | Krummhorn         | 8′     |
|                  | Tremulant         |        |

| III Schwellwerk C–g3 |                |       |
| 15.                  | Holzflöt       | 8′    |
| 16.                  | Weidenpfeife 0 | 8′    |
| 17.                  | Principal      | 4′    |
| 18.                  | Blockflöte     | 4′    |
| 19.                  | Nachthorn      | 2′    |
| 20.                  | Sifflöte       | 1 ⁄3′ |
| 21.                  | Scharff IV     |       |
| 22.                  | Schalmei       | 8′    |

| Pedalwerk C–f1 |                        |     |
| 23.            | Subbaß                 | 16′ |
| 24.            | Gedacktbaß (= Nr. 1) 0 | 16′ |
| 25.            | Principalbaß           | 08′ |
| 26.            | Gedackt (= Nr. 9)      | 08′ |
| 27.            | Octav (= Nr. 6)        | 04′ |
| 28.            | Choralflöte            | 02′ |
| 29.            | Hintersatz III         |     |
| 30.            | Posaune                | 16′ |

- Koppeln II/I (auch als Suboktavkoppel), III/I, I/P, II/P

### Ausstattung der Sakristei
- Kreuzigungsgruppe mit Schächern aus der ersten Hälfte des 16. Jahrhunderts.
- Aus dem Anfang des 15. Jahrhunderts ein Vesperbild in südostdeutscher Malweise.
- Kaselstäbe aus der ersten und zweiten Hälfte des 15. Jahrhunderts
- Paramente aus dem 18. Jahrhundert
- Monstranz aus der Mitte des 18. Jahrhunderts

### Außenanlage
- Im Chorbereich aus einer steinernen Kreuzigungsgruppe aus dem Anfang des 16. Jahrhunderts Johannes und Maria. Die Figuren stammen aus dem Umkreis Backkoffens.
- Am Hauptschiff befinden sich stark abgenutzte Grabsteine für Stiftsherren aus dem 14. Jahrhundert, von denen einer 1655 Wiederverwendung fand.[3]
- Der Pfarrgarten von St. Martin ist Teil der Route der Welterbe-Gärten.